# 麥可·蘇卡爾
麥可·斯文·蘇卡爾（英語：Michael Sven Sukkar；1981年9月11日—）是一位澳洲政治人物，他的黨籍是澳洲自由黨。自2013年開始，他是迪金選區選出的澳大利亞眾議院的議員。他的父親是黎巴嫩人，母親是挪威人。